# معتمدية حيدرة
معتمدية حيدرة إحدى معتمديات الجمهورية التونسية، تابعة لولاية القصرين. تمتد على مساحة 472.3 كم2، ويبلغ عدد سكانها 8716 نسمة حسب إحصائيات سنة 2004. تقع المعتمدية في الشمال الغربي لولاية القصرين، على الحدود مع الجزائر.

## انظر  أيضا
- ولاية القصرين.